# トゥインクルちぇりー
『トゥインクルちぇりー』は、小原ショウによる日本の漫画作品。

## 概要
小学館の漫画雑誌『ちゃお』にて2007年2月号から4月号にかけて連載された。連載の中止後、単行本で完結している。
前作終了から休養期間わずか1か月での連載開始は、『ちゃお』編集サイドが、若手作家である彼女とこの作品にかけていたことを意味していた。しかし、作者の体調不良が長引いてしまったため開始からわずか3回で連載は中止された。
なお、『ちゃお』本誌はおろか増刊の『ちゃおデラックス』にすら発表される事のなかった中止後の続きだったが、結局2008年7月25日に発売された単行本（ちゃおコミックス、小学館）にて、描き下ろしという形で発表され、完結した。

## あらすじ
8年前の初恋を、その人にもらった髪飾りを頼りに探し、15歳になっても引きずっている白山さくら。そんな彼女に、双子の妹の白山つばきは冷ややかかつ生暖かい目で見ている。ある日、黒川成という少年が、さくらたちの通う学校に転入してきた。8年前まで白山姉妹の住む町に住んでいたという成に対し、さくらは「もしや」と思うが、その成にも双子の弟がいたのだ。

## 登場人物
白山さくら（しろやま さくら）
15歳で双子の姉妹の姉。長女。8年前の初恋が忘れられずに、15歳になった今もその人を探している。そして、初恋の人が唯一くれた髪飾りのイニシャルがKだった為それを手掛かりに探しているが、転校してきた成と同じだった為成をマークする。しかし、成には双子の兄弟が居た為、混乱する。
白山つばき（しろやま つばき）
15歳で双子の姉妹の妹。次女。さくらとは正反対にとてもクールでさくらを見る目は冷ややかである。さくらが今も8年前の初恋の人を探しているのは知っていて、子供染みていると思っている。さくらの考えていることは何でも見抜き、さくらよりしっかりしている。明日真に「本気で付き合ってみない？」とカマをかけた。
黒川成（くろかわ せい）
15歳で双子の兄弟で兄。長男。さくらの初恋の人とそっくりでしかも8年前に白山姉妹の住む町に住んでいたという為、さくらがマークする相手。性格も優しく、女子からも結構な人気があるのだが、なぜかさくらを特別扱いをしているように見える。
黒川明日真（くろかわ あずま）
15歳で双子の兄弟の弟。次男。成に酷似しており唯一違う所は髪の色である。明日真は黒髪である。さくらには何かと引っかかっており、つばきをどうやら苦手とする。いつもピアノ柄で指のでる手袋を身に付けている。つばきに本気で付き合ってみようと言われる。